# Adolf Mühlhan
Wilhelm Adolf Julius Mühlhan (* 21. November 1886 in Hannover; † 16. April 1956 in Hamburg) war ein in Norddeutschland bekannter Maler und Grafiker. Er war Schüler von Otto Hamel und lebte in Hamburg. Nach dem Zweiten Weltkrieg lebte er mit seiner Frau Paula geb. Pech, die er 1911 geheiratet hatte, auf dem Lande in Hamburg-Ochsenwerder. Mühlhan malte hauptsächlich Hamburger Ansichten und Landschaften aus dem norddeutschen Raum, jedoch auch Motive in Frankreich und Porträtgemälde. 1919 hatte er mit seinen Werken eine Ausstellung in der Hamburger Kunsthalle.

## Werke

### Ölbilder (ohne Jahresangaben)
- Hamburg
- Hamburger Hafen
- Im Hamburger Hafen
- Norderelbe bei Moorwerder
- Blick auf Cuzco, Peru
- Ansicht der Hallig Oland
- Hamburg: Aussenalster-Impression
- Ein Ozeanriese im Hamburger Hafen
- Schlepper „Baumwall“ und Hapag Lloyd-Dampfer im Hamburger Hafen
- Hamburger Hafen mit Schlepper und Hapag-Lloyd Dampfer
- See-Ewer auf der Unterelbe
- Ewer und Hapag-LLoyd Dampfer vor Blankenese
- Im Hafen von Hamburg
- Hamburger Hafen mit Dampfer der Hamburg-Süd-Reederei
- Auf der Alster[3]